# طبیعت بکر جزایر ویسکانسین
منطقهٔ حفاظت‌شدهٔ طبیعی «ویسکانسین آیلندز وایلدِرنِس» با مساحتی معادل ۲۹ جریب (تقریباً ۱۲ هکتار)، در شهرستان دور واقع در شمال شرقی ایالت ویسکانسین ایالات متحده آمریکا قرار دارد. این منطقه که تحت مدیریت رسمی سازمان خدمات ماهی و حیات‌وحش ایالات متحده قرار دارد، به‌عنوان یکی از کوچک‌ترین مناطق طبیعی حفاظت‌شده (wilderness areas) در سطح ملی شناخته می‌شود.
این منطقه شامل سه جزیره در دریاچهٔ میشیگان است که هر یک از آن‌ها دارای ارزش زیست‌محیطی و بوم‌شناختی ویژه‌ای هستند. جایگاه جغرافیایی آن در آب‌های داخلی ایالت ویسکانسین موجب شده تا علی‌رغم وسعت محدود، نقش مهمی در حفاظت از گونه‌های پرندگان آبزی، اکوسیستم‌های خاص ساحلی، و ذخایر ژنتیکی گیاهی و جانوری ایفا نماید. ترکیب زیستگاه‌های جزیره‌ای در کنار ویژگی‌های زمین‌شناختی خاص، به این منطقه اجازه داده تا به‌صورت یک اقلیم خرد، شرایط زیستی منحصر به‌فردی برای پرندگان مهاجر، آبزیان، و سایر گونه‌ها فراهم کند.
اهمیت این منطقه نه‌تنها در حفاظت از تنوع زیستی، بلکه در ابعاد تحقیقاتی و مطالعاتی نیز برجسته است. به‌سبب ساختار زمین‌شناختی آن متشکل از سنگ‌های دولومیتی و آهکی متعلق به گسل نیاگارا (Niagara Escarpment)، و نیز حضور جوامع گیاهی و جانوری نسبتاً دست‌نخورده، این منطقه نمونه‌ای کم‌نظیر برای پژوهش در زمینهٔ تغییرات زیست‌محیطی، مهاجرت پرندگان، و پاسخ اکوسیستم‌های کوچک به فشارهای اقلیمی و انسانی به‌شمار می‌رود.

## تاریخچه
جزایری که امروزه منطقهٔ حفاظت‌شدهٔ طبیعی «ویسکانسین آیلندز وایلدِرنِس» را تشکیل می‌دهند، در حدود سال ۱۹۱۳ به‌عنوان منطقه‌ای ملی برای حفاظت و زادآوری پرندگان مهاجر اعلام شدند و اندکی بعد نیز به‌عنوان پناهگاه‌های حیات وحش به رسمیت شناخته شدند. در میان این جزایر، جزیرهٔ پلام و جزیرهٔ پایلوت دارای تأسیسات فانوس دریایی هستند (به‌ترتیب «چراغ‌های راهنمای جزیرهٔ پلام» و «فانوس دریایی جزیرهٔ پایلوت») که هر دو در فهرست ملی اماکن تاریخی ایالات متحده ثبت شده‌اند. این دو جزیره تا سال ۲۰۰۷ نیز حضور محدودی از گارد ساحلی ایالات متحده را تجربه کرده‌اند.
در مقابل، جزایر اسپایدر، هاگ و گراول از زمان استقرار انسان‌های مهاجر در منطقه، همواره خالی از سکنه باقی مانده‌اند. در سال ۱۹۷۰، این سه جزیره بر اساس «قانون مناطق بکر طبیعی» (Wilderness Act) به‌عنوان منطقهٔ حفاظت‌شدهٔ طبیعی اعلام شدند. این اقدام، گامی مهم در راستای حفاظت از زیستگاه‌های حساس پرندگان دریایی و ساحلی بود که در این جزایر به‌صورت کلنی‌های بزرگ لانه‌سازی می‌کنند.

## توضیحات
منطقهٔ طبیعی حفاظت‌شدهٔ ویسکانسین آیلندز (Wisconsin Islands Wilderness) تحت مدیریت «سازمان خدمات ماهی و حیات‌وحش ایالات متحده» قرار دارد و از سه جزیرهٔ مجزا در دریاچهٔ میشیگان تشکیل شده است. این مجموعه، علی‌رغم وسعت بسیار محدود خود، نمونه‌ای خاص از مناطق بکر طبیعی در چشم‌اندازهای آبی داخلی آمریکا به‌شمار می‌رود.
- جزیره عنکبوت، در ساحل شرقی نوک شبه جزیره دور، نزدیک پارک ایالتی نیوپورت. در ۲۳ جریب فرنگی (۹٫۳ هکتار)، بزرگ‌ترین جزیره از بین این سه جزیره است. جزیره عنکبوت همچنین به عنوان بخشی از پناهگاه ملی حیات وحش جزیره گراول تعیین شده است.
- جزیره گراول، زمینی به چهار-جریب-فرنگی (۱٫۶-هکتار)جزیره‌ای همچنین در ساحل شرقی شبه‌جزیره دور، نزدیک خلیج اروپا واقع شده و نام پناهگاه ملی حیات وحش جزیره گراول از آن گرفته شده است.
- جزیره هاگ، زمینی به دو-جریب-فرنگی (۰٫۸۱-هکتار) در ساحل شرقی جزیره واشینگتن، در آن سوی پورت دِ مورتس از شبه‌جزیره دور. جزیره هاگ در پناهگاه ملی حیات وحش گرین بی‌قرار دارد.

سه جزیره‌ای که منطقهٔ حفاظت‌شدهٔ طبیعی ویسکانسین آیلندز را تشکیل می‌دهند، عمدتاً برآمدگی‌هایی از سنگ‌آهک و دولومیت هستند که بخشی از سازهٔ زمین‌شناختی معروف به «گسل نیاگارا» را تشکیل می‌دهند. این ساختار زمین‌شناختی، بازتابی از تغییرات سطح آب دریاچهٔ میشیگان طی دوران‌های مختلف زمین‌شناسی و آثار برجای‌مانده از یخچال‌های طبیعی است. ارتفاع این جزایر تنها چند فوت (کمتر از چند متر) از سطح دریاچه بالاتر است، که آن‌ها را بسیار آسیب‌پذیر در برابر تغییرات اقلیمی و فرسایش طبیعی می‌سازد.
جزیرهٔ هاگ میزبان گونه‌هایی از پوشش گیاهی مقاوم به شرایط سخت جزایر سنگی است، از جمله سرخدار کانادایی (Canadian yew)، تمشک قرمز (red raspberry) و آقطی با میوهٔ قرمز (red-berried elder). این گیاهان از معدود گونه‌هایی هستند که توانسته‌اند در اقلیم سرد و خاک کم‌عمق این جزیره دوام بیاورند.
در مقابل، جزیرهٔ اسپایدر که بزرگ‌ترین جزیرهٔ این مجموعه به‌شمار می‌رود، زمانی دارای جنگلی ترکیبی از درختان توس، سرو و تماراک بود. با این حال، حضور هزاران پرندهٔ دریایی آشیانه‌ساز طی دهه‌های متوالی، موجب تخریب شدید پوشش گیاهی این جزیره شده و امروزه تنها نشانه‌هایی از آن جنگل سابق باقی مانده است. تأثیر تجمع فضولات پرندگان بر خاک، فشرده‌سازی بستر، و رقابت شدید برای فضا از جمله عوامل کلیدی در این فرسایش زیستی به‌شمار می‌رود.
*جزیرهٔ گراول* به‌لحاظ اکولوژیکی یکتاتر است، زیرا هیچ‌گونه پوشش گیاهی شناخته‌شده‌ای در آن شناسایی نشده است. جنس صخره‌ای بستر جزیره، عدم وجود خاک و شرایط جوی خشن احتمالاً مانع از استقرار پایدار گونه‌های گیاهی در آن شده است. علی‌رغم این فقر گیاهی، جزایر گراول و اسپایدر نقش بسیار مهمی در زادآوری کلنی‌های بزرگ پرندگان دریایی ایفا می‌کنند که در سامانهٔ زیستی دریاچهٔ میشیگان اهمیت بنیادین دارند.

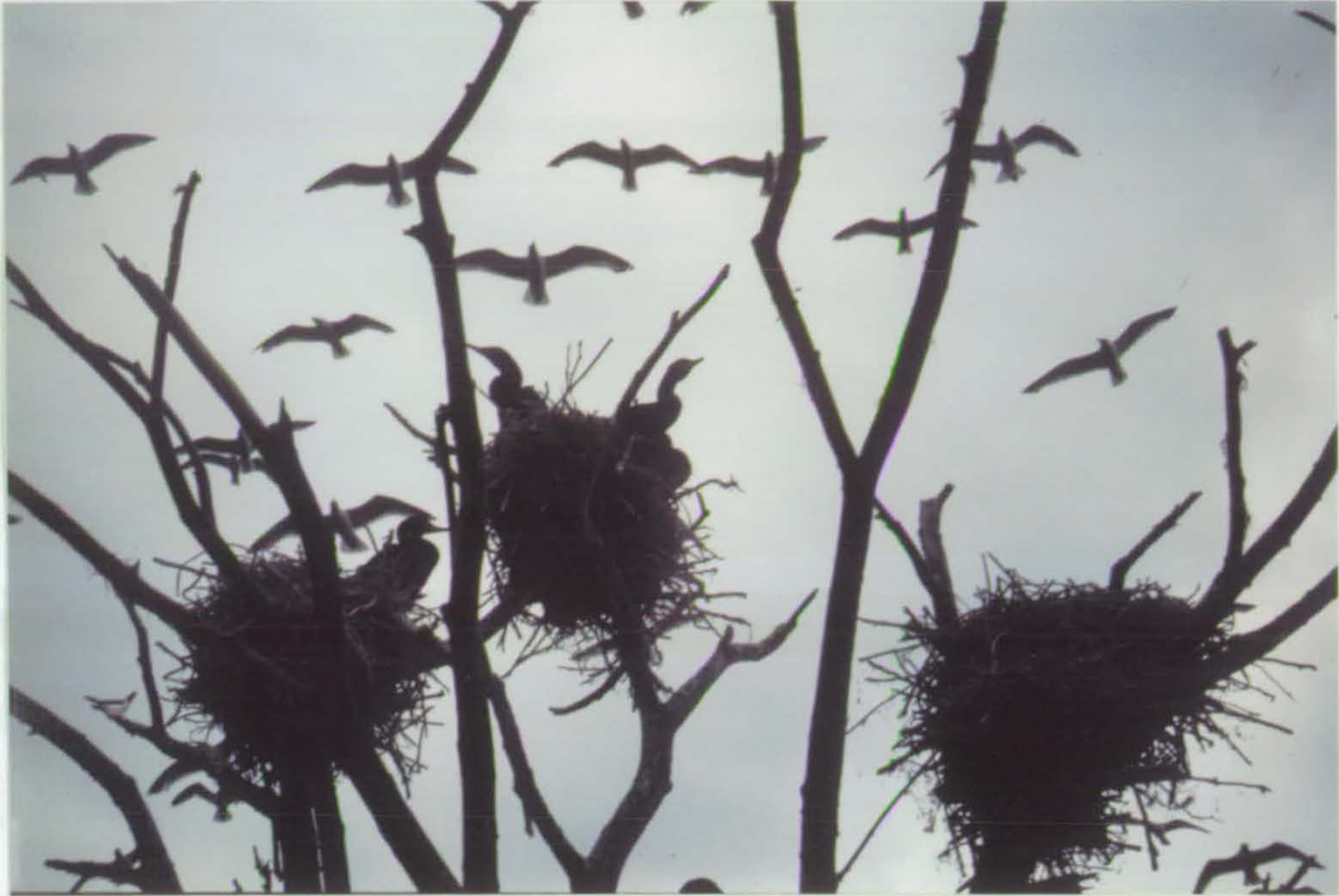
کلونی باکلان‌های دو کاکل در جزیره اسپایدر به همراه مرغ‌های دریایی منقار حلقه‌ای که در پس‌زمینه در حال پرواز هستند، ژوئیه ۱۹۹۲

زیستگاه‌های زادآوری موجود در جزایر ویسکانسین نقش مهمی در حمایت از جمعیت پرندگان کلنی‌نشین دارند. این پرندگان شامل گروه‌های متنوعی از پرندگان ساحلی، دریایی و گونه‌های مختلف اردک هستند که برای لانه‌سازی و زادآوری، از پوشش گیاهی و ساختار صخره‌ای این جزایر بهره می‌برند.
دو جزیرهٔ اسپایدر و گراول از جمله غربی‌ترین مناطق زادآوری شناخته‌شده برای *مرغ دریایی پشت‌سیاه بزرگ* در آمریکای شمالی هستند. این پرندهٔ بزرگ‌جثه، معمولاً در سواحل شرقی اقیانوس اطلس زادآوری می‌کند و حضور آن در دریاچهٔ میشیگان، نشانگر گسترش زیستگاهی نادر و اهمیت این جزایر به‌عنوان پناهگاه‌هایی ویژه برای گونه‌های خاص به‌شمار می‌رود.
علاوه بر این، هر سه جزیره میزبان کلنی‌های بزرگی از *مرغ‌های دریایی هِرینگ* و *مرغ‌های ماهی‌خوار کاکل‌دوگانه* هستند. این پرندگان، به‌صورت فصلی یا سالانه در صخره‌های بکر و بدون مزاحمت انسانی جزایر لانه‌سازی می‌کنند، و از منابع غذایی غنی در اکوسیستم دریاچه بهره می‌برند. جزیرهٔ گراول به‌طور خاص محل زادآوری *مرغان دریایی کاپسی* (Caspian tern) است، پرندگانی بزرگ، مهاجر و از خانوادهٔ پرستوهای دریایی که به علت نیاز به شرایط زیستی خاص، تنها در معدود نقاطی زادآوری می‌کنند.
جزیرهٔ اسپایدر نیز جمعیت متنوعی از پرندگان آبزی را در خود جای داده است که از جمله می‌توان به اردک سیاه آمریکایی، غاز کانادایی و اردک کله‌سبز اشاره کرد. این گونه‌ها تالاب‌های طبیعی و آب‌های اطراف جزیره را برای تغذیه، استراحت و تولیدمثل انتخاب می‌کنند.
در نهایت، جزیرهٔ هاگ میزبان گونه‌هایی مانند مرغ ماهی‌خوار سینه‌سرخ (red-breasted merganser) و حواصیل آبی بزرگ(great blue heron) است. هر دو گونه برای لانه‌سازی به محیط‌های آرام و حاشیه‌های آبی نیاز دارند و حضورشان در جزیره نشانگر پایداری نسبی شرایط زیستی در این نقطهٔ کوچک اما پراهمیت از چشم‌انداز دریاچهٔ میشیگان است.
بر خلاف برنامه‌ریزی اولیه هنگام تأسیس منطقهٔ حفاظت‌شدهٔ طبیعی ویسکانسین آیلندز، هیچ‌گونه دسترسی عمومی به این جزایر مجاز نیست. این تصمیم به‌دلیل شکنندگی بالای زیستگاه‌های پرندگان آشیانه‌ساز اتخاذ شده است. به‌منظور حفاظت از این زیستگاه‌های حساس و همچنین جلوگیری از بروز حوادث در صخره‌های کم‌عمق و خطرناک پیرامون جزایر، قایق‌سواران موظف‌اند حداقل فاصلهٔ یک‌چهارم مایل (حدود ۴۰۰ متر) از ساحل را رعایت کنند.
در سال ۱۹۶۹، جلسه‌ای مشترک میان چندین زیرکمیتهٔ مجلس نمایندگان ایالات متحده برگزار شد تا مقدمات قانونی برای تعیین این منطقه به‌عنوان منطقهٔ بکر طبیعی فراهم شود. در این نشست، جان گاتشالک، مدیر وقت ادارهٔ شیلات ورزشی و حیات‌وحش، اعلام کرد که از میان شش جزیرهٔ دریاچه‌ای که در طرح‌های اولیهٔ مناطق حفاظت‌شدهٔ ویسکانسین و میشیگان گنجانده شده بودند، پنج جزیره برای استفادهٔ عمومی باز خواهند بود. با این حال، در نهایت، به‌دلیل ملاحظات زیست‌محیطی و اهمیت بالای این جزایر برای پرندگان کلنی‌نشین، سیاست محدودسازی کامل دسترسی عمومی به‌اجرا درآمد.